# Progress M-17
Progress M-17 (ryska: Прогресс М-17) var en rysk obemannad rymdfarkost som levererade förnödenheter, syre, vatten och bränsle till rymdstationen Mir. Den sköts upp med en Sojuz-U2-raket från Kosmodromen i Bajkonur den 31 mars 1993 och dockade med Mir den 2 april. Den lämnade rymdstationen den 11 augusti 1993 och brann upp i jordens atmosfär den 27 mars 1994.

## Långtids prov
Tack vare att trafiken till och från rymdstationen Mir inte behövde använda alla dockningsportar tog man tillfället i akt att prova om Progress farkosten skulle klara närmare ett år i omloppsbana runt jorden.

## Återinträdeskapsel
Med på Progress M-17 fanns även en återinträdeskapsel, kallad Raduga. Kapseln återvände till jorden med hjälp av Progress M-18.

### Fotnoter
1. ↑  ”NASA Space Science Data Coordinated Archive” (på engelska). NASA. https://nssdc.gsfc.nasa.gov/nmc/spacecraft/display.action?id=1993-019A. Läst 1 mars 2020.
2. ↑  Manned Astronautics - Figures & Facts Arkiverad 9 oktober 2007 hämtat från the Wayback Machine., läst 15 juli 2016.